# 64e cérémonie des David di Donatello
La 64e cérémonie des David di Donatello se déroule le 27 mars 2019.
Les films nommés sont annoncés le 19 février 2019 : les films les plus nommés sont Dogman (15), Capri-Revolution (13), Call Me by Your Name (12) et Silvio et les Autres (Loro) (12),.
Le film Dogman remporte neuf récompenses dont le David di Donatello du meilleur film et le David di Donatello du meilleur réalisateur,.

## Palmarès

### Meilleur film
- Dogman de Matteo Garrone
- Call Me by Your Name de Luca Guadagnino
- Euforia de Valeria Golino
- Heureux comme Lazzaro (Lazzaro felice) de Alice Rohrwacher
- Sur ma peau (Sulla mia pelle) de Alessio Cremonini

### Meilleur réalisateur
- Matteo Garrone pour Dogman
- Mario Martone pour Capri-Revolution
- Luca Guadagnino pour Call Me by Your Name
- Valeria Golino pour Euforia
- Alice Rohrwacher pour Heureux comme Lazzaro (Lazzaro felice)

### Meilleur réalisateur débutant
- Alessio Cremonini pour Sur ma peau (Sulla mia pelle)
- Luca Facchini pour Fabrizio De André - Principe libero
- Simone Spada pour Hotel Gagarin
- Damiano et Fabio D'Innocenzo pour Frères de sang (La terra dell'abbastanza)
- Valerio Mastandrea pour Ride

### Meilleure actrice
- Elena Sofia Ricci pour Silvio et les Autres (Loro)
- Marianna Fontana pour Capri-Revolution
- Pina Turco pour Il vizio della speranza
- Alba Rohrwacher pour Troppa grazia
- Anna Foglietta pour Sole cuore amore

### Meilleur acteur
- Alessandro Borghi pour Sur ma peau (Sulla mia pelle)
- Marcello Fonte pour Dogman
- Riccardo Scamarcio pour Euforia
- Luca Marinelli pour Fabrizio De André - Principe libero
- Toni Servillo pour Silvio et les Autres (Loro)

### Meilleure actrice dans un second rôle
- Marina Confalone pour Il vizio della speranza
- Donatella Finocchiaro pour Capri-Revolution
- Nicoletta Braschi pour Heureux comme Lazzaro (Lazzaro felice)
- Kasia Smutniak pour Silvio et les Autres (Loro)
- Jasmine Trinca pour Sur ma peau (Sulla mia pelle)

### Meilleur acteur dans un second rôle
- Edoardo Pesce pour Dogman
- Massimo Ghini pour Une famille italienne (A casa tutti bene)
- Valerio Mastandrea pour Euforia
- Ennio Fantastichini pour Fabrizio De André - Principe libero
- Fabrizio Bentivoglio pour Silvio et les Autres (Loro)

### Meilleur scénario original
- Ugo Chiti, Massimo Gaudioso et Matteo Garrone pour Dogman
- Francesca Marciano, Valia Santella et Valeria Golino pour Euforia
- Damiano et Fabio D'Innocenzo pour Frères de sang (La terra dell'abbastanza)
- Alice Rohrwacher pour Heureux comme Lazzaro (Lazzaro felice)
- Alessio Cremonini, Lisa Nur Sultan pour Sur ma peau (Sulla mia pelle)

### Meilleur scénario adapté
- Luca Guadagnino, Walter Fasano et James Ivory pour Call Me by Your Name
- Stephen Amidon, Francesca Archibugi, Paolo Virzì et Francesco Piccolo pour L'Échappée belle (The Leisure Seeker)
- Stefano Mordini et Massimiliano Catoni pour Il testimone invisibile
- Zerocalcare, Oscar Glioti, Valerio Mastandrea et Johnny Palomba pour La profezia dell'armadillo
- Luca Miniero et Nicola Guaglianone pour Sono tornato

### Meilleur producteur
- Cinemaundici et Lucky Red pour Sur ma peau (Sulla mia pelle)
- Howard Rosenman (en), Peter Spears, Luca Guadagnino, Emilie Georges, Rodrigo Teixeira, Marco Morabito, James Ivory  pour Call Me by Your Name
- Archimede, Rai Cinema, Le Pacte pour Dogman
- Agostino Saccà, Maria Grazia Saccà e Giuseppe Saccà per Pepito Produzioni, con Rai Cinema pour Frères de sang (La terra dell'abbastanza)
- Carlo Cresto-Dina pour Tempesta et Rai Cinema en coproduction avec Amka Films Productions, Ad Vitam Production, KNM, Pola Pandora pour Heureux comme Lazzaro (Lazzaro felice)

### Meilleure photographie
- Nicolaj Brüel (it) pour Dogman
- Michele D'Attanasio (it) pour Capri-Revolution
- Sayombhu Mukdeeprom pour Call Me by Your Name
- Paolo Carnera  pour Frères de sang (La terra dell'abbastanza)'
- Hélène Louvart pour Heureux comme Lazzaro (Lazzaro felice)

### Meilleur musicien
- Apparat et Philipp Thimm pour Capri-Revolution
- Nicola Piovani pour Une famille italienne (A casa tutti bene)
- Nicola Tescari pour Euforia
- Lele Marchitelli pour Silvio et les Autres (Loro)
- Mokadelic pour Sur ma peau (Sulla mia pelle)

### Meilleure chanson originale
- Mystery of Love (musique et texte de Sufjan Stevens, interprété par Sufjan Stevens) pour Call Me by Your Name
- L'invenzione di un poeta (musique de Nicola Piovani, texte de Aisha Cerami et Nicola Piovani, interpretata da Tosca) pour Une famille italienne (A casa tutti bene)
- Araceae (musique de Apparat et Philipp Thimm, texte de Simon Brambell, interprété par Apparat) pour Capri-Revolution
- A speranza (musique et texte de Enzo Avitabile, interprété par Enzo Avitabile) pour Il vizio della speranza
- Na gelosia (musique de Lele Marchitelli, texte de Peppe Servillo, interprété par Toni Servillo) pour Silvio et les Autres (Loro)

### Meilleur décorateur
- Dimitri Capuani pour Dogman
- Giancarlo Muselli pour Capri-Revolution
- Samuel Deshors pour Call Me by Your Name
- Emita Frigato pour Heureux comme Lazzaro (Lazzaro felice)
- Stefania Cella pour Silvio et les Autres (Loro)

### Meilleurs costumes
- Ursula Patzak pour Capri-Revolution
- Giulia Piersanti pour Call Me by Your Name
- Massimo Cantini Parrini pour Dogman
- Loredana Buscemi pour Heureux comme Lazzaro (Lazzaro felice)
- Carlo Poggioli pour Silvio et les Autres (Loro)

### Meilleur maquilleur
- Dalia Colli et Lorenzo Tamburini pour Dogman
- Alessandro D'Anna pour Capri-Revolution
- Fernanda Perez pour Call Me by Your Name
- Maurizio Silvi pour Silvio et les Autres (Loro)
- Roberto Pastore pour Sur ma peau (Sulla mia pelle)

### Meilleur coiffeur
- Aldo Signoretti pour Silvio et les Autres (Loro)
- Gaetano Panico pour Capri-Revolution
- Manolo Garcia pour Call Me by Your Name
- Daniela Tartari pour Dogman
- Massimo Gattabrusi pour Moschettieri del re - La penultima missione

### Meilleur monteur
- Marco Spoletini pour Dogman
- Jacopo Quadri et Natalie Cristiani pour Capri-Revolution
- Walter Fasano pour Call Me by Your Name
- Giogiò Franchini pour Euforia
- Chiara Vullo pour Silvio et les Autres (Loro)

### Meilleur son
- Dogman
- Capri-Revolution
- Call Me by Your Name
- Heureux comme Lazzaro (Lazzaro felice)
- Silvio et les Autres (Loro)

### Meilleurs effets visuels
- Victor Perez pour Il ragazzo invisibile - Seconda generazione
- Sara Paesani, Rodolfo Migliari pour Capri-Revolution
- Rodolfo Migliari pour Dogman
- Rodolfo Migliari et Monica Galantucci pour La Befana vien di notte
- Simone Coco, James Woods pour Silvio et les Autres (Loro)
- Giuseppe Squillaci pour Michelangelo - Infinito

### Meilleur documentaire
- Santiago, Italia de Nanni Moretti
- Arrivederci Saigon de Wilma Labate
- Friedkin Uncut (en) de Francesco Zippel
- L'arte viva di Julian Schnabel de Pappi Corsicato
- La strada dei Samouni de Stefano Savona

### Meilleur film étranger
- Roma de Alfonso Cuarón
- Bohemian Rhapsody de Bryan Singer
- Cold War (Zimna wojna) de Paweł Pawlikowski
- Phantom Thread de Paul Thomas Anderson
- Three Billboards : Les Panneaux de la vengeance (Three Billboards Outside Ebbing, Missouri) de Martin McDonagh

### David di Donatello des spectateurs
- Une famille italienne (A casa tutti bene) de Gabriele Muccino

### David speciale
- Tim Burton
- Dario Argento
- Francesca Lo Schiavo
- Uma Thurman

### David Jeune
- Sur ma peau (Sulla mia pelle) de Alessio Cremonini